# Parafia Narodzenia Najświętszej Maryi Panny w Tule
Parafia Narodzenia Najświętszej Maryi Panny w Tule – rzymskokatolicka parafia znajdująca się w archidiecezji Matki Bożej w Moskwie, w Dekanacie Zachodnim. Posługę duszpasterską w parafii prowadzą księża diecezjalni, a według stanu na kwiecień 2018, jej proboszczem jest ks. Siergiej Timaszow.